# Gare de Lyon-Perrache
Gare de Lyon-Perrache – główny dworzec kolejowy w Lyonie, położony w centrum miasta. Jest jednym z największych dworców kolejowych we Francji.